# Primary van Connecticut 2008
De primary van Connecticut was een voorverkiezing die op 5 februari 2008 werd gehouden, de dag van Super Tuesday. Barack Obama en John McCain wonnen.

## Democraten
| Legenda: | Teruggetrokken voor de causus |

| Connecticut Democratische primary 2008 | Connecticut Democratische primary 2008 | Connecticut Democratische primary 2008 | Connecticut Democratische primary 2008 |
| Kandidaat                              | Stemmen                                | Percentage                             | Nationale gedelegeerden                |
| -------------------------------------- | -------------------------------------- | -------------------------------------- | -------------------------------------- |
| Barack Obama                           | 179,720                                | 50,70%                                 | 26                                     |
| Hillary Clinton                        | 165,406                                | 46,66%                                 | 22                                     |
| John Edwards                           | 3,423                                  | 0,97%                                  | 0                                      |
| Christopher Dodd                       | 912                                    | 0,26%                                  | 0                                      |
| Dennis Kucinich                        | 846                                    | 0,24%                                  | 0                                      |
| Joe Biden                              | 440                                    | 0,12%                                  | 0                                      |
| Bill Richardson                        | 436                                    | 0,12%                                  | 0                                      |
| Mike Gravel                            | 275                                    | 0,08%                                  | 0                                      |
| Neutraal                               | 3,037                                  | 0,86%                                  | 0                                      |
| Totaal                                 | 354,495                                | 100,00%                                | 48                                     |

## Republikeinen
| Kandidaten    | Stemmen | Percentage | Nationale gedelegeerden |
| ------------- | ------- | ---------- | ----------------------- |
| John McCain   | 78,836  | 52,00%     | 27                      |
| Mitt Romney   | 49,891  | 32,91%     | 0                       |
| Mike Huckabee | 10,607  | 7,00%      | 0                       |
| Ron Paul      | 6,287   | 4,15%      | 0                       |
| Rudy Giuliani | 2,470   | 1,63%      | 0                       |
| Neutraal      | 2,462   | 1,62%      | 0                       |
| Fred Thompson | 538     | 0,35%      | 0                       |
| Alan Keyes    | 376     | 0,25%      | 0                       |
| Duncan Hunter | 137     | 0,09%      | 0                       |
| Totaal        | 151,604 | 100%       | 27                      |